# Tornei di tennis maschili indipendenti nel 1973
Nel 1973 i tornei di tennis maschili facevano parte del World Championship Tennis 1973 e del rivale Commercial Union Assurance Grand Prix 1973, ma molti non erano inseriti in nessun particolare circuito.

## Calendario

### Gennaio
| Settimana  | Torneo                                                                                 | Vincitore                               | Finalista                   | Semifinalisti | Eliminati ai quarti |
| ---------- | -------------------------------------------------------------------------------------- | --------------------------------------- | --------------------------- | ------------- | ------------------- |
| 1º gennaio | Eastern Province Championships 1972 Port Elizabeth, Sudafrica Singolare - Doppio       | Jürgen Fassbender 6-4 6-4               | Bob Hewitt                  |               |                     |
| 1º gennaio | Eastern Province Championships 1972 Port Elizabeth, Sudafrica Singolare - Doppio       |                                         |                             |               |                     |
| 1º gennaio | Sydney Manly Seaside Championships 1973 Sydney, Australia Singolare - Doppio           | John Marks 3-6 6-3 6-3                  | Geoff Pollard               |               |                     |
| 1º gennaio | Sydney Manly Seaside Championships 1973 Sydney, Australia Singolare - Doppio           |                                         |                             |               |                     |
| 7 gennaio  | Faulcombridge Trophy 1973 Valencia, Spagna Singolare - Doppio                          | Andrés Gimeno 11-9 6-2 6-4              | Juan Herrera                |               |                     |
| 7 gennaio  | Faulcombridge Trophy 1973 Valencia, Spagna Singolare - Doppio                          |                                         |                             |               |                     |
| 8 gennaio  | Western Province Championships 1973 Città del Capo, Sudafrica Singolare - Doppio       | Bob Hewitt 6-2 6-1                      | Jürgen Fassbender           |               |                     |
| 8 gennaio  | Western Province Championships 1973 Città del Capo, Sudafrica Singolare - Doppio       |                                         |                             |               |                     |
| 8 gennaio  | New South Wales Open 1973 Sydney, Australia 19 000 $ - Erba Singolare - Doppio         | Malcolm Anderson 6-3, 6-4, 6-4          | Ken Rosewall                |               |                     |
| 8 gennaio  | New South Wales Open 1973 Sydney, Australia 19 000 $ - Erba Singolare - Doppio         | Malcolm Anderson John Newcombe 6-1, 6-4 | Ken Rosewall Alex Metreveli |               |                     |
| 15 gennaio | Natal Open 1973 Durban, Sudafrica Singolare - Doppio                                   | Deon Joubert 3-6 6-3 6-4 6-3            | Colin Dowdeswell            |               |                     |
| 15 gennaio | Natal Open 1973 Durban, Sudafrica Singolare - Doppio                                   |                                         |                             |               |                     |
| 15 gennaio | New Zealand Open 1973 Auckland, Nuova Zelanda Singolare - Doppio                       | Onny Parun 4-6, 6-7, 6-2, 6-0, 7-6      | Patrick Proisy              |               |                     |
| 15 gennaio | New Zealand Open 1973 Auckland, Nuova Zelanda Singolare - Doppio                       |                                         |                             |               |                     |
| 29 gennaio | Scandinavian Open 1973 Stoccolma, Svezia Singolare - Doppio                            | Björn Borg 6-3 6-7 6-3 6-4              | Jacek Niedzwiedzki          |               |                     |
| 29 gennaio | Scandinavian Open 1973 Stoccolma, Svezia Singolare - Doppio                            |                                         |                             |               |                     |
| 29 gennaio | New South Wales Hard Court Championships 1973 Gloucester, Australia Singolare - Doppio | Kim Warwick 6-2 6-4                     | Bob Giltinan                |               |                     |
| 29 gennaio | New South Wales Hard Court Championships 1973 Gloucester, Australia Singolare - Doppio |                                         |                             |               |                     |

### Febbraio
| Settimana   | Torneo                                              | Vincitore               | Finalista  | Semifinalisti | Eliminati ai quarti |
| ----------- | --------------------------------------------------- | ----------------------- | ---------- | ------------- | ------------------- |
| 10 febbraio | Buffalo Indoor 1973 Buffalo, USA Singolare - Doppio | Mike Belkin 6-4 6-7 7-6 | John Paish |               |                     |
| 10 febbraio | Buffalo Indoor 1973 Buffalo, USA Singolare - Doppio |                         |            |               |                     |

### Marzo
| Settimana | Torneo                                                                                         | Vincitore                         | Finalista                     | Semifinalisti                  | Eliminati ai quarti |
| --------- | ---------------------------------------------------------------------------------------------- | --------------------------------- | ----------------------------- | ------------------------------ | ------------------- |
| 5 marzo   | Puerto Rican International 1973 San Juan, Porto Rico 20 000 $ Singolare - Doppio               | Aleksandre Met'reveli 6-7 7-6 7-5 | François Jauffret             |                                |                     |
| 5 marzo   | Puerto Rican International 1973 San Juan, Porto Rico 20 000 $ Singolare - Doppio               |                                   |                               |                                |                     |
| 12 marzo  | Charleston International Tennis Championships 1973 Charleston, USA 15 000 $ Singolare - Doppio | Jürgen Fassbender 4-6 6-1 6-4     | Clark Graebner                |                                |                     |
| 12 marzo  | Charleston International Tennis Championships 1973 Charleston, USA 15 000 $ Singolare - Doppio |                                   |                               |                                |                     |
| 12 marzo  | Caracas Open 1973 Caracas, Venezuela 15 000 $ Singolare - Doppio                               | Tom Gorman 6-3 7-6, 6-3           | François Jauffret             |                                |                     |
| 12 marzo  | Caracas Open 1973 Caracas, Venezuela 15 000 $ Singolare - Doppio                               |                                   |                               |                                |                     |
| 18 marzo  | Eastern Indoor 1973 Hackensack, USA Singolare - Doppio                                         | Michael Grant 13-11 7-5 6-0       | Arthur Carrington             |                                |                     |
| 18 marzo  | Eastern Indoor 1973 Hackensack, USA Singolare - Doppio                                         |                                   |                               |                                |                     |
| 19 marzo  | Whitefish Bay Classic 1973 Whitefish Bay, USA 10 000 $ Singolare - Doppio                      | Ilie Năstase 6-7 7-6 7-5          | Jimmy Connors                 | Butch Buchholz Pancho Gonzales |                     |
| 19 marzo  | Whitefish Bay Classic 1973 Whitefish Bay, USA 10 000 $ Singolare - Doppio                      | Ilie Năstase Butch Buchholz 10-8  | Jimmy Connors Pancho Gonzales | Butch Buchholz Pancho Gonzales |                     |

### Aprile
| Settimana | Torneo                                                                                  | Vincitore              | Finalista        | Semifinalisti | Eliminati ai quarti |
| --------- | --------------------------------------------------------------------------------------- | ---------------------- | ---------------- | ------------- | ------------------- |
| 21 aprile | Cumberland Hard Court Championships 1973 Hampstead, Gran Bretagna Singolare - Doppio    | Buster Mottram 6-2 6-1 | Syd Ball         |               |                     |
| 21 aprile | Cumberland Hard Court Championships 1973 Hampstead, Gran Bretagna Singolare - Doppio    |                        |                  |               |                     |
| 22 aprile | Royal Crown Tennis Classic 1973 Columbus, USA 15 000 $ - Terra rossa Singolare - Doppio | Eddie Dibbs 6-4 6-2    | Vitas Gerulaitis |               |                     |
| 22 aprile | Royal Crown Tennis Classic 1973 Columbus, USA 15 000 $ - Terra rossa Singolare - Doppio |                        |                  |               |                     |
| 29 aprile | Torneo di Norwich 1973 Norwich, Gran Bretagna Terra rossa Singolare - Doppio            | Byron Bertram 6-2 6-1  | John LLoyd       |               |                     |
| 29 aprile | Torneo di Norwich 1973 Norwich, Gran Bretagna Terra rossa Singolare - Doppio            |                        |                  |               |                     |

### Maggio
| Settimana | Torneo                                                                                            | Vincitore                 | Finalista       | Semifinalisti | Eliminati ai quarti |
| --------- | ------------------------------------------------------------------------------------------------- | ------------------------- | --------------- | ------------- | ------------------- |
| 6 maggio  | Sutton Hard Court Championships 1973 Sutton, Gran Bretagna Terra rossa Singolare - Doppio         | John LLoyd 6-0 7-5        | Stephen Warboys |               |                     |
| 6 maggio  | Sutton Hard Court Championships 1973 Sutton, Gran Bretagna Terra rossa Singolare - Doppio         |                           |                 |               |                     |
| 13 maggio | Paddington Hard Court Championships 1973 Paddington, Gran Bretagna Terra rossa Singolare - Doppio | Keith Hancock 5-7 6-3 6-3 | Iván Molina     |               |                     |
| 13 maggio | Paddington Hard Court Championships 1973 Paddington, Gran Bretagna Terra rossa Singolare - Doppio |                           |                 |               |                     |

### Giugno
| Settimana | Torneo                                                                           | Vincitore                     | Finalista   | Semifinalisti | Eliminati ai quarti |
| --------- | -------------------------------------------------------------------------------- | ----------------------------- | ----------- | ------------- | ------------------- |
| 2 giugno  | Surrey Grass Court Championships 1973 Surbiton, Gran Bretagna Singolare - Doppio | Owen Davidson 4-6 6-4 10-8    | Tony Roche  |               |                     |
| 2 giugno  | Surrey Grass Court Championships 1973 Surbiton, Gran Bretagna Singolare - Doppio |                               |             |               |                     |
| 2 giugno  | Northern Championships 1973 Manchester, Gran Bretagna Singolare - Doppio         | Sherwood Stewart 6-3 6-4      | Dick Crealy |               |                     |
| 2 giugno  | Northern Championships 1973 Manchester, Gran Bretagna Singolare - Doppio         |                               |             |               |                     |
| 16 giugno | Kent Championships 1973 Beckenham, Gran Bretagna Singolare - Doppio              | Aleksandre Met'reveli 6-3 9-8 | Björn Borg  |               |                     |
| 16 giugno | Kent Championships 1973 Beckenham, Gran Bretagna Singolare - Doppio              |                               |             |               |                     |

### Luglio
| Settimana | Torneo                                                                        | Vincitore                    | Finalista    | Semifinalisti | Eliminati ai quarti            |
| --------- | ----------------------------------------------------------------------------- | ---------------------------- | ------------ | ------------- | ------------------------------ |
| 14 luglio | Irish Open 1973 Dublino, Irlanda Singolare - Doppio                           | Mark Cox 7-5 3-6 11-9        | John Yuill   |               |                                |
| 14 luglio | Irish Open 1973 Dublino, Irlanda Singolare - Doppio                           |                              |              |               |                                |
| 21 luglio | North of England Championships 1973 Hoylake, Gran Bretagna Singolare - Doppio | Bob Giltinan 1-6 6-3 6-2     | Davidson     |               |                                |
| 21 luglio | North of England Championships 1973 Hoylake, Gran Bretagna Singolare - Doppio |                              |              |               |                                |
| 22 luglio | Turkey Open 1973 Istanbul, Turchia Singolare - Doppio                         | Ilie Năstase 6-2 3-6 6-3 6-2 | Juan Gisbert |               |                                |
| 22 luglio | Turkey Open 1973 Istanbul, Turchia Singolare - Doppio                         |                              |              |               |                                |
| 29 luglio | Cup of Champions 1973 Båstad, Svezia 10 000 $ - Terra rossa Singolare         | Leif Johansoon 6-3 2-6 6-4   | Björn Borg   |               | Martin Mulligan Pierre Barthes |
| 29 luglio | Cup of Champions 1973 Båstad, Svezia 10 000 $ - Terra rossa Singolare         |                              |              |               | Martin Mulligan Pierre Barthes |

### Agosto
| Settimana | Torneo                                                                       | Vincitore                   | Finalista | Semifinalisti | Eliminati ai quarti |
| --------- | ---------------------------------------------------------------------------- | --------------------------- | --------- | ------------- | ------------------- |
| 5 agosto  | Campionati Internazionali di Sicilia 1973 Palermo, Italia Singolare - Doppio | Martin Mulligan 6-0 5-7 6-3 | Jun Kuki  |               |                     |
| 5 agosto  | Campionati Internazionali di Sicilia 1973 Palermo, Italia Singolare - Doppio |                             |           |               |                     |

### Settembre
| Settimana    | Torneo                                                                                           | Vincitore                           | Finalista       | Semifinalisti            | Eliminati ai quarti |
| ------------ | ------------------------------------------------------------------------------------------------ | ----------------------------------- | --------------- | ------------------------ | ------------------- |
| 10 settembre | US Hard Court Championships 1973 Sacramento, USA Singolare - Doppio                              | Jeff Austin 7-6 6-4                 | Onny Parun      |                          |                     |
| 10 settembre | US Hard Court Championships 1973 Sacramento, USA Singolare - Doppio                              |                                     |                 |                          |                     |
| 12 settembre | Hilton Head Classic 1973 (World Invitational Tennis Classic) Hilton Head, USA Singolare - Doppio | Rod Laver 7–6, 7–5                  | Stan Smith      | John Newcombe Stan Smith |                     |
| 12 settembre | Hilton Head Classic 1973 (World Invitational Tennis Classic) Hilton Head, USA Singolare - Doppio |                                     |                 | John Newcombe Stan Smith |                     |
| 16 settembre | Aix-en-Provence Open 1973 Aix-en-Provence, Francia Singolare - Doppio                            | Martin Mulligan 5-7 0-6 6-2 6-3 6-4 | Julian Ganzabal |                          |                     |
| 16 settembre | Aix-en-Provence Open 1973 Aix-en-Provence, Francia Singolare - Doppio                            |                                     |                 |                          |                     |
| 24 settembre | Palmetto State Championships 1973 Columbia, USA $25,000 Singolare - Doppio                       | John Newcombe 6-4 6-3               | Dick Stockton   |                          |                     |
| 24 settembre | Palmetto State Championships 1973 Columbia, USA $25,000 Singolare - Doppio                       |                                     |                 |                          |                     |

### Ottobre
Nessun evento

### Novembre
| Settimana   | Torneo                                                                          | Vincitore                       | Finalista                | Semifinalisti | Eliminati ai quarti |
| ----------- | ------------------------------------------------------------------------------- | ------------------------------- | ------------------------ | ------------- | ------------------- |
| 3 novembre  | Scotland Dewar Cup Edinburgh 1973 Edimburgo, Gran Bretagna Singolare - Doppio   | Roger Taylor 2-6 7-5 6-4        | John Feaver              |               |                     |
| 3 novembre  | Scotland Dewar Cup Edinburgh 1973 Edimburgo, Gran Bretagna Singolare - Doppio   |                                 |                          |               |                     |
| 4 novembre  | Victorian Hard Court Championships 1973 Melbourne, Australia Singolare - Doppio | Cliff Letcher 7-6 6-3           | Neale Fraser             |               |                     |
| 4 novembre  | Victorian Hard Court Championships 1973 Melbourne, Australia Singolare - Doppio |                                 |                          |               |                     |
| 10 novembre | England Dewar Cup Billingham 1973 Billingham, Gran Bretagna Singolare - Doppio  | Roger Taylor 6-2 6-3            | Grover Raz Reid          |               |                     |
| 10 novembre | England Dewar Cup Billingham 1973 Billingham, Gran Bretagna Singolare - Doppio  |                                 |                          |               |                     |
| 25 novembre | South Australian Open 1973 Adelaide, Australia Singolare - Doppio               | Jiří Hřebec 6-4 2-6 6-4 6-2     | Bob Giltinan             |               |                     |
| 25 novembre | South Australian Open 1973 Adelaide, Australia Singolare - Doppio               | Bob Giltinan Syd Ball 3 set a 0 | Milan Holeveck Ross Case |               |                     |

### Dicembre
| Settimana   | Torneo                                                                          | Vincitore                    | Finalista       | Semifinalisti | Eliminati ai quarti |
| ----------- | ------------------------------------------------------------------------------- | ---------------------------- | --------------- | ------------- | ------------------- |
| 2 dicembre  | Australian Hard Court Championships 1973 Rockdale, Australia Singolare - Doppio | Ross Case 6-3 6-1 6-0        | Kim Warwick     |               |                     |
| 2 dicembre  | Australian Hard Court Championships 1973 Rockdale, Australia Singolare - Doppio |                              |                 |               |                     |
| 9 dicembre  | Queensland Open 1973 Brisbane, Australia Singolare - Doppio                     | Syd Ball 4-6 6-4 6-1 2-6 6-1 | Ross Case       |               |                     |
| 9 dicembre  | Queensland Open 1973 Brisbane, Australia Singolare - Doppio                     |                              |                 |               |                     |
| 14 dicembre | Jamaican International Championships 1973 Kingston, Giamaica Singolare - Doppio | Ilie Năstase 6-1 6-7 6-3     | Brian Gottfried |               |                     |
| 14 dicembre | Jamaican International Championships 1973 Kingston, Giamaica Singolare - Doppio |                              |                 |               |                     |
| 16 dicembre | Western Australian Open 1973 Perth, Australia Singolare - Doppio                | Colin Dibley 6-1 7-6 4-6 6-3 | Bob Giltinan    |               |                     |
| 16 dicembre | Western Australian Open 1973 Perth, Australia Singolare - Doppio                |                              |                 |               |                     |
| 23 dicembre | Tasmanian Open 1973 Hobart, Australia Singolare - Doppio                        | Colin Dibley 7-6 6-2         | Jasjit Singh    |               |                     |
| 23 dicembre | Tasmanian Open 1973 Hobart, Australia Singolare - Doppio                        |                              |                 |               |                     |